# بمب کوچک قطر جی‌بی‌یو-۳۹
بمب کوچک قطر جی‌بی‌یو-۳۹ (انگلیسی: GBU-39 Small Diameter Bomb) یک بمب سرشی هدایت‌شونده ۲۵۰ پوندی (۱۱۰ کیلوگرم) است که با هدف حمل تعداد بیشتری از بمب‌های دقیق توسط یک هواگرد طراحی شده‌است. بیشتر هواگردهای نیروی هوایی ایالات متحده می‌توانند این نوع بمب را با استفاده از قفسه بی‌آریو-۶۱/ای، به جای یک بمب مارک ۸۴ ۲۰۰۰ پوندی (۹۰۷ کیلوگرم)، ۴ عدد از این بمب‌ها را حمل کنند.